# Hostie (okres Zlaté Moravce)
Hostie jsou obec na Slovensku ležící v okrese Zlaté Moravce v Nitranském kraji.

## Přírodní podmínky
Obec leží v severovýchodní části Žitavské pahorkatiny v dolině Hostianského potoka na úpatí Tribečských vrchů. Střed obce leží v nadmořské výšce kolem 240 metrů. Katastr má charakter pahorkatiny až vrchoviny, rozkládá se mezi 230 a 600 metry. Podklad je zde poměrně pestrý, vyskytují se andezity a tufy, vápence, křemence i třetihorní jíly a písky. Většina katastru obce je zalesněna, převládají listnaté lesy (dub, habr, buk).

## Historie
První písemná zmínka pochází z let 1332 až 1337 jako Ecclesia Sancte Crusis. Později jsou doloženy názvy Hostye (1773), Hostie (1808) a maďarsky Keresztúr. Obec patřila k Hrušovskému hradu, později k panství Topoľčianky a rodině Keglevichovych. Počátkem 17. století trpěla Tureckými nájezdy. V 18. století zde byl mlýn, o století později byla založena pila a vyráběly se zde šindele, parkety a dýhy. Za druhé světové války se občané aktivně zapojili do partyzánského hnutí.
V katastru obce existovalo také sídlo Hrušovské Podhradie. Náleželo Hrušovskému panství a vyvíjelo se jako podhradská obec. Zanikla v roce 1708 v souvislosti s vypleněním hradu Hrušova císařskými vojsky kvůli podpoře protihabsburského povstání pod vedením Františka II. Rákócziho.

## Pamětihodnosti
- římskokatolický kostel Povýšení sv. Kříže z roku 1798
- zříceniny Hrušovského hradu v katastru obce.
- památník padlých v první světové válce
- památník Slovenského národního povstání